# (197189) Raymond
(197189) Raymond est un astéroïde de la ceinture principale.

## Description
(197189) Raymond est un astéroïde de la ceinture principale. Il fut découvert le 19 octobre 2003 à l'observatoire d'Apache Point par le programme Sloan Digital Sky Survey. Il présente une orbite caractérisée par un demi-grand axe de 3,12 UA, une excentricité de 0,09 et une inclinaison de 9,8° par rapport à l'écliptique.

## Compléments